# Liste der Wirtschaftssenatoren von Hamburg
Dies ist eine Liste der Wirtschaftssenatoren von Hamburg.

## Wirtschaftssenatoren Hamburg (seit 1945)
| Name                            | Amtsantritt                                                                 | Senat                                                 | Partei    |
| ------------------------------- | --------------------------------------------------------------------------- | ----------------------------------------------------- | --------- |
| Hans E. B. Kruse                | 15. Mai 1945                                                                | Petersen                                              | CDU       |
| Max Ketels                      | 4. Dezember 1945                                                            | Petersen                                              | CDU       |
| Otto Borgner                    | 15. November 1946                                                           | Brauer I                                              | SPD       |
| Karl Schiller                   | 13. Oktober 1948 28. Februar 1950                                           | Brauer I Brauer II                                    | SPD       |
| Ernst Plate                     | 2. Dezember 1953                                                            | Sieveking                                             | FDP       |
| Carl-Gisbert Schultze-Schlutius | 2. Dezember 1953                                                            | Sieveking                                             | CDU       |
| Paul Luigs                      | 17. März 1954                                                               | Sieveking                                             | CDU       |
| Edgar Engelhard                 | 21. Dezember 1957 1. Januar 1961 13. Dezember 1961 9. Juni 1965             | Brauer III Nevermann I Nevermann II Weichmann I       | FDP       |
| Helmuth Kern                    | 27. April 1966 22. April 1970 9. Juni 1971 30. April 1974 12. November 1974 | Weichmann II Weichmann III Schulz I Schulz II Klose I | SPD       |
| Wilhelm Nölling                 | 28. April 1976                                                              | Klose I                                               | SPD       |
| Jürgen Steinert                 | 28. Juni 1978 24. Juni 1981                                                 | Klose II von Dohnanyi I                               | SPD       |
| Volker Lange                    | 1. Juli 1982 2. Februar 1983 20. Januar 1987                                | von Dohnanyi I von Dohnanyi II von Dohnanyi III       | SPD       |
| Wilhelm Rahlfs                  | 2. September 1987 8. Juni 1988                                              | von Dohnanyi IV Voscherau I                           | FDP       |
| Hans-Jürgen Krupp               | 26. Juni 1991                                                               | Voscherau II                                          | SPD       |
| Erhard Rittershaus              | 15. Dezember 1993                                                           | Voscherau III                                         | parteilos |
| Thomas Mirow                    | 12. November 1997                                                           | Runde                                                 | SPD       |
| Gunnar Uldall                   | 31. Oktober 2001 17. März 2004                                              | von Beust I von Beust II                              | CDU       |
| Axel Gedaschko                  | 7. Mai 2008                                                                 | von Beust III                                         | CDU       |
| Ian Karan                       | 25. August 2010                                                             | Ahlhaus                                               | parteilos |
| Frank Horch                     | 23. März 2011 15. April 2015 28. März 2018                                  | Scholz I Scholz II Tschentscher I                     | parteilos |
| Michael Westhagemann            | 1. November 2018 10. Juni 2020                                              | Tschentscher I Tschentscher II                        | parteilos |
| Melanie Leonhard                | 15. Dezember 2022 7. Mai 2025                                               | Tschentscher II Tschentscher III                      | SPD       |